# Labbeville
Labbeville ist ein Ort und eine nordfranzösische Gemeinde mit 641 Einwohnern (Stand 1. Januar 2022) im Département Val-d’Oise in der Region Île-de-France (Frankreich).

## Lage
Der Ort Labbeville liegt in einer Höhe von circa 40 m ü. d. M. circa 47 Kilometer (Fahrtstrecke) nordwestlich von Paris in der Landschaft des Vexin nahe der Grenze zur Normandie. Die Stadt Pontoise ist nur etwa elf Kilometer in südwestlicher Richtung entfernt. Das Gemeindegebiet gehört zum Regionalen Naturpark Vexin français.

## Bevölkerungsentwicklung
| Jahr      | 1800 | 1851 | 1901 | 1954 | 1999 | 2013 |
| Einwohner | 350  | 316  | 314  | 452  | 489  | 593  |

Die Zahl der Einwohner blieb lange Zeit weitgehend stabil; wegen der relativen Nähe zum Großraum Paris ist sie seit den 1950er Jahren leicht angestiegen.

## Wirtschaft
In früheren Jahrhunderten lebten die Einwohner als Selbstversorger vom Ertrag ihrer Felder und Gärten; auch Viehzucht wurde in geringem Umfang betrieben. Landwirtschaft und Kleinhandel spielen auch heute noch die größte Rolle im Wirtschaftsleben der Gemeinde. Einige Häuser sind als Ferienhäuser (gîtes) ausgewiesen.

## Geschichte
Im Jahr 1249 wird der Ort erstmals unter dem Namen Labeville erwähnt, doch bereits Ende des 11. Jahrhunderts entstand die Kirche des Ortes, die in den folgenden 150 Jahren wiederholt erweitert wurde. Der jeweilige Pfarrer wurde vom Abt der Abtei von Bec-Hellouin ernannt.

## Sehenswürdigkeiten

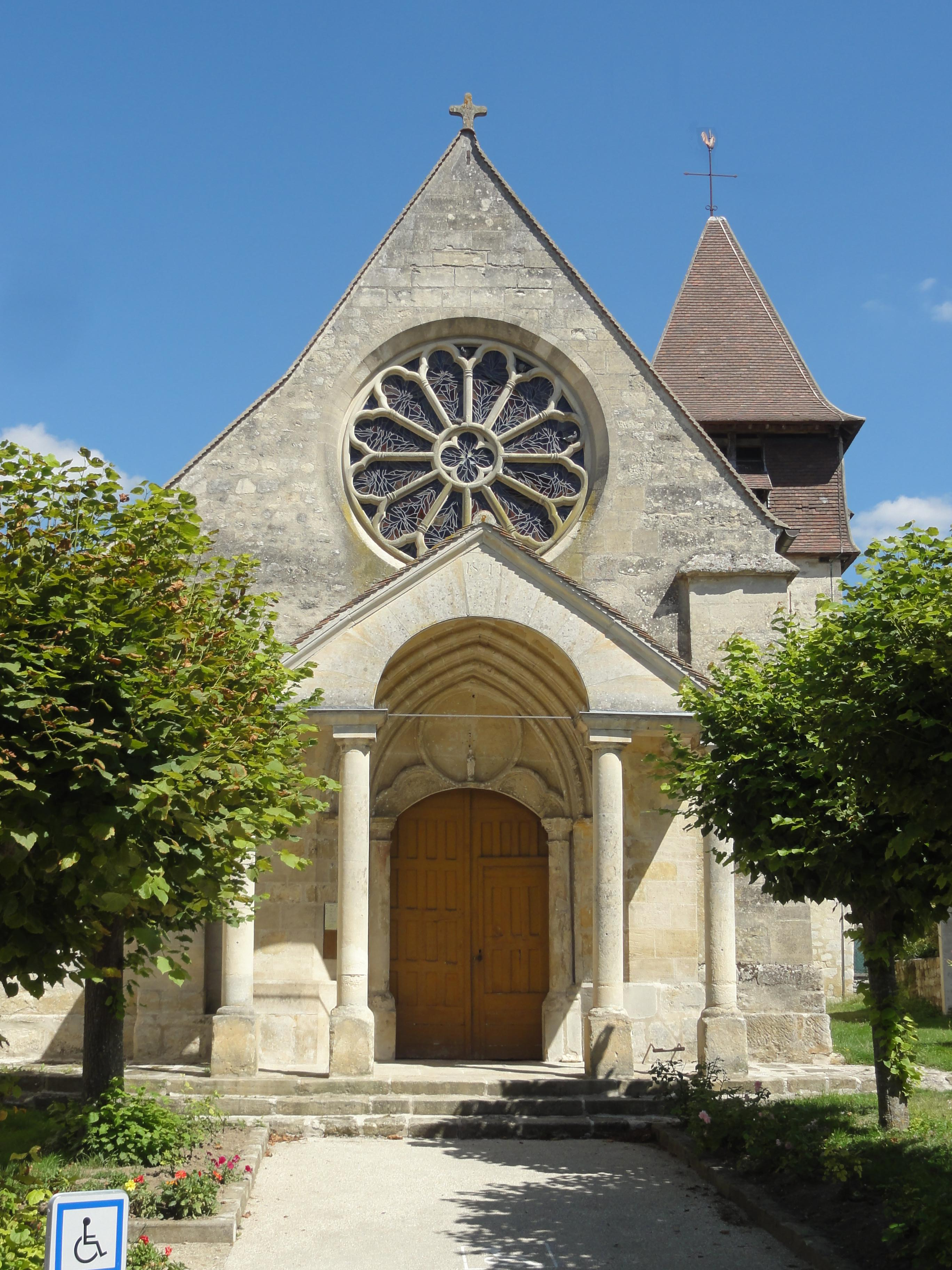
Portal

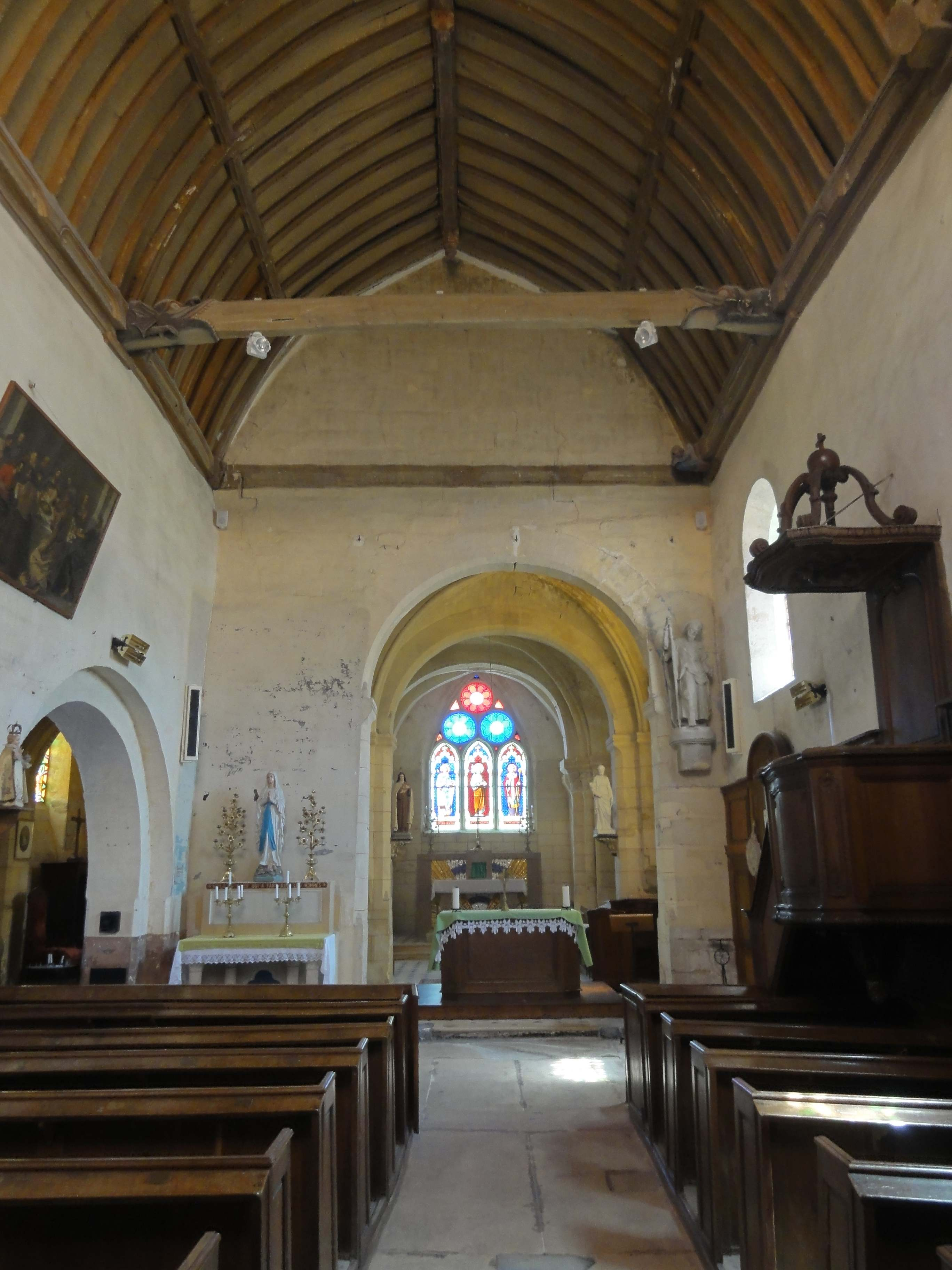
Inneres der Kirche

Siehe auch: Liste der Monuments historiques in Labbeville
- Das aus Bruchsteinen gemauerte Langhaus der Pfarrkirche Saint-Martin geht auf das ausgehende 11. Jahrhundert zurück, doch wurde sie bereits im frühen 12. Jahrhundert nach Norden hin um ein Seitenschiff und ein Transept erweitert. In den Jahren 1140–1170 wurde der flachschließende Chorbereich im frühgotischen Stil erneuert; die Fensterrose (eigentlich ein Radfenster mit einem Vierpass als Achse) wurde im 13. Jahrhundert eingebaut. Im Jahr 1821 fielen Teile der Kirche (darunter der Turm) einem Brand zum Opfer und wurden erneuert. Das ursprüngliche Kirchenschiff ist von einem offenen Dachstuhl mit hölzernen Zugbalken bedeckt, die in Drachenmäuler auslaufen; das Seitenschiff hat ein primitiv wirkendes Tonnengewölbe und der Chorbereich zeigt gotische Rippengewölbe. Der Kirchenbau ist bereits seit dem Jahr 1926 als Monument historique anerkannt.[1] Mehrere Kapitelle, Schlusssteine etc. sind noch einmal gesondert geschützt.[2]
- Das im 17. Jahrhundert erbaute Château de Labbeville befindet sich in Privatbesitz und ist nicht zu besichtigen. Es besteht aus einem Hauptgebäude (corps de logis), weiteren Annexgebäuden und einem Taubenhaus (pigeonier) und ist seit dem Jahr 1981 als Monument historique anerkannt.[3]
- Das Château de Brécourt ist ein hübsches Anwesen im historisierenden Stil des 19. Jahrhunderts.
- Schloss Labbeville, erbaut Anfang des 17. Jahrhunderts
- Ein Waschhaus (lavoir) aus dem 19. Jahrhundert steht ebenfalls unter Denkmalschutz.[4]

außerhalb
- Im Weiler La Chapelle steht ein bereits im 16. Jahrhundert erwähntes Schloss, welches aber im 19. Jahrhundert völlig neu erbaut wurde.
- Ein nur schlecht erhaltenes jungsteinzeitliches Ganggrab (allée couverte) befindet sich nahebei.